# Santa Maria di Materdei apátság (Nápoly)
A Santa Maria di Materdei egy nápolyi apátság. A 16. században építették, majd a 18. században Tagliacozzi Canale átépítette barokk stílusban. A 19. században átkerült a katonaság tulajdonába: harcban elesettek özvegyei számára rendeztek be intézetet. Ma iskola működik benne. Az apátsághoz tartozó templomot többször is kifosztották, emiatt kevés értékes műalkotás látható benne.

## További információ
- A Wikimédia Commons tartalmaz Santa Maria di Materdei apátság témájú kategóriát.